# Can Pujades (Amer)
Can Pujades és una casa d'Amer (Selva) inclosa a l'Inventari del Patrimoni Arquitectònic de Catalunya.

## Descripció
Edifici entre mitgeres d'una sola planta i coberta de doble vessant a façana. La façana està arrebossada i pintada de color verd, a imitació de grans blocs. Hi ha una terrassa amb una destacada balustrada de tres nivells i coronada de quatre grans copes de les quals en manca una.
L'exterior està format per un pati limitat per una paret i la porta d'entrada, la casa, una terrassa i un gran pati posterior. Els interiors destaquen per la seva decoració ceràmica de motius vegetals als sòcols. El pati de la part anterior de la casa està ben ajardinat i decorat amb capitells i taules de pedra.
La façana principal consta de tres obertures, dues finestres enreixades i la porta principal, amb un fanal a banda i banda. Les tres obertures estan emmarcades amb uns grans guardapols emmotllats de ciment pintat. La decoració és modernista i barroquitzant, de motius vegetals, i la part de la llinda té l'aparença de la pedra poc desbastada.
Entre la terrassa amb la balustrada i les obertures hi ha una gran cornisa sostinguda i decorada amb 8 mènsules de decoració vegetal i 7 nivells de motllures que enllacen amb la balustrada.

## Història
Aquesta casa es data d'entre 1927 i 1930.
Al costat de Can Pujades hi ha la Torre, un edifici de la mateixa època i amb decoració també modernista (veure la fitxa corresponent a la Torre, Amer).